# Lyon Hockey Club
Lyon Hockey Club – francuski klub hokeja na lodzie z siedzibą w Lyonie.

## Historia
- Sporting Club de Lyon (1898–1953)
- Club des Patineurs Lyonnais (1953–1997)

W rozgrywkach drużyna przedstawiana też jako The Lions De Lyon i LHC Les Lions.
Zawodnikiem i trenerem w klubie był Polak Andrzej Świstak.